# Ilijana Jotowa
Iliana Malinowa Jotowa, bułg. Илияна Малинова Йотова (ur. 24 października 1964 w Sofii) – bułgarska polityk i dziennikarka, posłanka do Parlamentu Europejskiego VI, VII i VIII kadencji (2007–2017), od 2017 wiceprezydent Bułgarii.

## Życiorys
W 1989 uzyskała magisterium z dziedziny filologii bułgarskiej i francuskiej na Uniwersytecie Sofijskim im. św. Klemensa z Ochrydy, po czym pracowała m.in. jako dziennikarka w dziale informacyjnym bułgarskiej telewizji publicznej (1991–1997).
W 2000 znalazła się w radzie naczelnej Bułgarskiej Partii Socjalistycznej. W wyborach w 2005 została wybrana do Zgromadzenia Narodowego 40. kadencji. W parlamencie zastępowała przewodniczącego Delegacji Parlamentarnej Bułgarii do Zgromadzenia Parlamentarnego Rady Europy, była również przewodniczącą delegacji Bułgarii do Zgromadzenia Parlamentarnego Frankofonii.
W 2007 uzyskała mandat posłanki do Parlamentu Europejskiego, w 2009 i w 2014 skutecznie ubiegała się o reelekcję z listy Koalicji na rzecz Bułgarii.
We wrześniu 2016 została kandydatką socjalistów na urząd wiceprezydenta w wyborach rozpisanych na listopad tegoż roku (u boku Rumena Radewa). Para ta zwyciężyła w drugiej turze wyborów z wynikiem 59,37% głosów. Urząd wiceprezydenta objęła w styczniu 2017. W wyborach prezydenckich w 2021 z powodzeniem ubiegała się o reelekcję (również w parze z Rumenem Radewem), ponownie wygrywając w drugiej turze (z wynikiem 66,7% głosów).